# Dead Rising
Dead Rising ist ein von Capcom für Wii und die Xbox 360 entwickeltes Einzelspieler-Videospiel und stellt eine Hommage an George A. Romeros Zombiefilmklassiker Dawn of the Dead dar.
In Deutschland nie offiziell veröffentlicht, war es von Ende August 2007 bis November 2017 aufgrund seiner Gewaltdarstellung beschlagnahmt, weswegen es nicht mehr verkauft werden durfte.
Am 13. September 2016 erschien das Spiel in grafisch aufgefrischter Form ebenfalls für Microsoft Windows, PlayStation 4 und Xbox One.

## Vorgeschichte
Die Geschichte spielt vom Freitag, dem 19. September bis zum Montag, dem 22. September 2006 in der fiktiven amerikanischen Kleinstadt Willamette, Colorado.
Der Hauptdarsteller, der Fotograf und Journalist Frank West geht merkwürdigen Gerüchten nach, die ihn zu der Kleinstadt führen. Er lässt sich mit einem gecharterten Helikopter in die von der Nationalgarde abgeriegelte Stadt fliegen. Dort fliegt er zunächst die Hauptstraße entlang, dabei beobachtet er einige merkwürdige Dinge. Letztendlich lässt Frank sich spontan auf dem Dach eines Einkaufszentrum absetzen.
Im Einkaufszentrum sieht er sofort die Ursache für die seltsamen Ereignisse. Zombies haben die Kontrolle über die Stadt übernommen und fast alle Einwohner infiziert.
Der Spieler hat nun primär die Aufgabe, die Ursache der Zombieplage aufzudecken. Innerhalb der 72 Stunden, die einem bis zur Abholung durch den Hubschrauber bleiben, gilt es Schlüsselereignisse zu meistern, die zu bestimmten Uhrzeiten auftreten als auch optionale, sogenannte Knüller zu erforschen. Erst nach einmaligem Durchspielen werden weitere Spielmodi freigeschaltet, die die zeitliche Begrenzung aufheben.

## Haupthandlung
Entscheidet man sich zur Aufklärung des Vorfalls, erfährt man, dass die Zombies Ergebnis eines (misslungenen) Experiments in einem amerikanischen Genlabor in Santa Cabeza, der Heimatstadt der Geschwister Isabella und Carlito, sind. Frank West trifft auf kurz oder lang auf Carlito, der das Zombie-Virus in die Stadt brachte, um Rache für die Verwüstung seiner Heimatstadt zu nehmen, und plant, das Einkaufszentrum zu sprengen, um somit die Zombieerreger über weite Teile des Landes zu verbreiten. Nachdem Frank West Carlitos Pläne mit Hilfe von Isabella durchkreuzt hat, wird das Einkaufszentrum gegen Ende der 72 Stunden von regierungsbeauftragten Spezialkräften überrannt, die sämtliche Zombies und Überlebenden zum Zwecke der Geheimhaltung töten sollen. Überlebt Frank diesen Ansturm und kehrt rechtzeitig zum Hubschrauberlandeplatz zurück, sieht er, wie sein Pilot im Hubschrauber von einem Zombie überfallen wird und abstürzt. Frank bricht zusammen und wacht, von Isabella gerettet, in deren Versteck im Einkaufszentrum auf, wo er darüber hinaus erfährt, dass er mit Zombieerregern infiziert ist. Ihm und Isabella bleiben nun 24 weitere Stunden, ein vorübergehendes Gegenmittel zu erstellen. Schaffen sie dies, flüchten sie durch einen Tunnel aus dem Einkaufszentrum, und müssen sich letztendlich dem Befehlshaber der Spezialkräfte stellen. Nach dem Kampf, umringt von Zombies auf einem Panzer, erleidet Frank einen Zusammenbruch, in welchem Zuge Sand in seine Kamera kommt und das Display kaputt geht, ob er nun zum Zombie wird und Isabella seine Fotografien auf eigene Faust veröffentlicht oder Frank der Situation entkommen kann, bleibt offen.
Wartet man jedoch geduldig auf die sogenannten „Ending Credits“, so erfährt man nach besagtem Anspann, dass die Geschichte aufgeklärt und an die Öffentlichkeit gebracht wurde. Die zuständigen Sparten der Regierung wurden für den Vorfall zur Rechenschaft gezogen, und der Reporter Frank West bekam viele Titelstories. Im Zuge der Zeitgeschichte geriet der Vorfall nur Monate später in Vergessenheit. Außerdem wurde vergessen zu erwähnen, dass die 50 Kinder, welche Carlito mit dem Virus und dem Gegenvirus (welcher das Ausbrechen auf unbestimmte Zeit verzögert) infizierte, nicht ermittelt werden konnten.

## Gameplay
Das Hauptaugenmerk des Spiels liegt offensichtlich auf dem Töten der Zombies und Befreien von Überlebenden. Dafür stehen dem Spieler allerlei mehr oder weniger skurrile Waffen zur Verfügung, die er allesamt in den unzähligen Läden findet. Daneben wird er für möglichst spektakuläre Fotos, die er mithilfe seiner Kamera macht, belohnt.
Weiterhin ist es im Spiel auch möglich, verschiedene Fahrzeuge zu benutzen, die Kleidung zu wechseln, Gegenstände einzusammeln und bis zu 54 Überlebende zu retten.
Mit dem Fortschreiten des Spiels kommt ein „Rollenspiel-Element“ zum Einsatz: Mit Prestige-Punkten kann die Spielfigur aufgewertet werden.
So ist es dann machbar, auf den Zombiemassen zu „laufen“, sie durch Martial-Arts-Kampftechniken zu besiegen (oder ihnen Körperteile wie Kopf oder Arme abzureißen) oder sein Inventar zu vergrößern. Außerdem verlängert sich die „Lebensleiste“.
Wird der Spielcharakter verwundet, kann seine Gesundheit durch Snacks aufgefrischt werden, die entweder gefunden oder in den Restaurants zubereitet werden können.
Der Spieler erhält durch das Fotografieren, Töten von Zombies oder durch Erfüllen von Missionen die Prestige-Punkte.
Je nach Handlungsweise des Spielers wird eine der sechs möglichen Endsequenzen abgespielt. Darüber hinaus kann Franks Charakterstatus mit Ausnahme des Inventars nach Spielende abgespeichert werden und steht bei einem Neuanfang zur Verfügung. Dies gibt Anreiz, das Spiel mehrmals zu spielen, da es mit jedem Mal leichter wird und der Spieler sich mehr Aufgaben außerhalb des harten Überlebenskampfes widmen kann.
Der Fotojournalist West hat 72 Stunden Zeit die Ereignisse aufzuklären, was 6 Stunden Spielzeit entspricht. Nach dem 72-Stunden-Modus folgt der Overtime-Modus, falls der Spieler bestimmte Bedingungen im Spiel erfüllt hat. Hier hat Frank West 24 Stunden Zeit, seine eigene Verwandlung in einen Zombie aufzuhalten. Inzwischen haben Spezialkräfte des Militärs das Gebäude besetzt. Diese sollen alle Zombies sowie überlebende Zeugen töten, sodass Frank West sich gegen das Militär zur Wehr setzen muss.

## Indizierung und Beschlagnahme
In Deutschland verweigerte die USK dem Spiel eine Altersfreigabe. Da Microsoft keine ungekennzeichneten Spiele in Deutschland veröffentlicht, kam eine deutsche Version des Spiels nie auf den Markt; es ist allerdings als Import erhältlich.
Im November 2006 wurde das Spiel von der BPjM indiziert (bestätigt im Januar 2007). Einem Beschluss des Amtsgerichts Hamburg vom 11. Juni 2007 folgend, wurde das Spiel Ende August in ganz Deutschland von der Polizei beschlagnahmt. Die Beschlagnahme des Titels in der UK- und EU-Fassung wegen Gewaltdarstellung nach § 131 StGB wurde im Rahmen der Games Convention 2007 in Leipzig bekanntgegeben. Der Besitz zum privaten Gebrauch war allerdings weiterhin legal.
Im November 2017 wurde die Beschlagnahme durch das AG Hamburg aufgehoben. Zeitgleich wurde allerdings bekannt, dass das Spiel bereits im Juni 2017 ebenfalls durch das AG Duisburg beschlagnahmt wurde, diese weitere Beschlagnahme konnten die Anwälte von Capcom im Februar 2018 aufheben lassen. Ein anschließender Antrag auf Listenstreichung bei der BPjM wurde im Juli 2018 abgelehnt, damit darf Dead Rising in Deutschland nur Erwachsenen angeboten und verkauft werden.

## Verbreitung
Weltweit wurden über zwei Millionen Kopien des Titels in den Handel ausgeliefert.

## Wii-Version
Am 21. Juli 2008 kündigte Capcom eine Wii-Version von Dead Rising mit dem Untertitel „Chop Till You Drop“ an, es handelt sich hierbei um eine Umsetzung des Xbox-360-Originals auf Basis der Resident-Evil-4-Engine, erweitert um Bewegungssteuerung mit dem Wii-Controller.
In Japan erschien das Spiel am 17. Februar 2009, in Europa am 27. Februar 2009 und in den USA am 24. Februar 2009. Die Indizierung der EU-Version erfolgte kurz darauf im Mai 2009.

## Nachfolger

### Dead Rising 2(2010)
Dead Rising 2 von Capcom für Xbox 360, PlayStation 3 und PC erschien am 28. September 2010 in den USA und am 24. September (für Xbox und Playstation) bzw. am 1. Oktober 2010 (für PC) in Europa. Die PC-Version soll über vollen Games-for-Windows-LIVE-Support verfügen. Das Spiel wird wie bereits der Vorgänger nicht in Deutschland veröffentlicht.
Im Gegensatz zum Vorgänger verfügen die Import-Versionen von Dead Rising 2 über keine deutschen Untertitel. Die britische Version enthält ausschließlich englische Sprachausgabe sowie englische, französische, italienische und spanische Untertitel.
Dead Rising 2 ist in Deutschland indiziert (Liste B) und wurde im November 2011 wie der Vorgänger bundesweit beschlagnahmt.
Die Beschlagnahme des Spiels wurde im März 2018 wieder aufgehoben.

### Dead Rising: Case Zero(2010)
Eine Besonderheit stellt die Vorabveröffentlichung von Dead Rising: Case Zero als exklusiver Xbox-Live-Download am 31. August 2010 dar. Das Standalone ist inhaltlich Prequel des Vollpreistitels. In Case Zero erworbene Charakter- und Waffenupgrades werden bei Erwerb des Vollpreistitels übernommen.
Case Zero wurde bisher über 500.000 mal heruntergeladen, wobei es die 300.000-Marke als der bisher am schnellsten verkaufte Xbox-Live-Arcade-Titel erreichte. Trotz des geringen Downloadpreises von etwa 5 US-Dollar bedeutet das für Capcom Zusatzeinnahmen von über 2 Millionen US-Dollar vor Veröffentlichung des eigentlichen Titels.

### Dead Rising 2: Case West(2010)
Am 29. Dezember 2010 erschien der ebenfalls nur als exklusiver Xbox-Live-Download erhältliche Teil Dead Rising 2: Case West, in dem Chuck Greene und Frank West zusammen nach den Ereignissen von Dead Rising 2 in einer Zombrex-Forschungsanlage weitere Hintergründe und Zusammenhänge herausfinden. Das Spiel verfügt über einen Online-Zweispieler-Koop-Modus.

### Dead Rising 2: Off the Record(2011)
Am 14. Oktober 2011 erschien eine alternative Version von Dead Rising 2 unter dem Namen Off the Record. Hier kehrt man an den gleichen Schauplatz aus Dead Rising 2 zurück, der um neue Bereiche erweitert wird, darunter ein Theme Park. Protagonist ist diesmal Frank West aus Dead Rising, der eine alternative Sicht der Ereignisse aus Dead Rising 2 erlebt. Darüber hinaus versprach der Entwickler weitere Verbesserungen am Spiel.

### Dead Rising 3(2013)
Am 22. November 2013 erschien Dead Rising 3 als Launchtitel exklusiv für die Xbox One. Das Beat ’em up wurde von Capcom Vancouver entwickelt und von Microsoft publiziert. Die Resonanz war überwiegend positiv (Metascore: 78). Wie die Vorgänger wurde der dritte Teil nicht in Deutschland veröffentlicht und kurz nach der internationalen Veröffentlichung im Eilverfahren von der BPjM auf Liste B indiziert. Somit ist eine Beschlagnahmung von Dead Rising 3 möglich.
Am 7. März 2014 erschien The Dead Rising Collection exklusiv für Xbox 360 in Europa, allerdings nicht in Deutschland. Die Collection beinhaltet die drei Vollpreistitel Dead Rising, Dead Rising 2 und Dead Rising 2  Off the Record auf jeweils einer DVD und die beiden DLCs Case Zero und Case West jeweils als Downloadcode. Aufgrund von IP-Sperren sind DLCs in Deutschland jedoch nicht verfügbar.
Im Sommer 2014 erschien der Xbox-One-Launchtitel Dead Rising 3 auch für Windows als Download-Titel über Steam. Aufgrund der Indizierung kann es in Deutschland nicht erworben, jedoch problemlos bei Steam aktiviert werden, da der Region-Lock „prohibitrunincountries – DE“ nach massiven Protesten seitens der Spieler entfernt wurde.

### Dead Rising 4(2016)
Während der E3-Spielemesse 2016 wurde eine weitere Fortsetzung mit dem Titel Dead Rising 4 angekündigt. Dieser Teil kam, außerhalb Deutschlands, am 6. Dezember 2016 für Windows und Xbox One auf den Markt. In der dritten Instanz der USK-Prüfung erhielt Dead Rising 4 als erster Teil der Reihe eine Altersfreigabe für den deutschen Markt und wurde von der USK ab 18 Jahren freigegeben. Am 31. Januar 2017 erschien das Spiel ungeschnitten in Deutschland.

### Remastered-Versionen
Im September 2016 erschien eine „Remastered“-Version des Spiels in verbesserter Auflösung.
Im September 2024 erschien eine „Deluxe-Remaster“-Version. Trotz des Begriffs „Remaster“ handelt es sich hierbei nicht wie bei vorherigen Veröffentlichungen um eine verbesserte Version des Originals, sondern um eine vollwertige Neuentwicklung des Spiels, da mit der RE Engine eine neue Game-Engine zum Einsatz kam und sämtliche Charaktermodelle neu erstellt wurden. Auch wurden sämtliche Dialoge neu eingesprochen, wobei einige der Sprecher des Originals wieder zum Einsatz kamen. Des Weiteren wurde das Spiel diversen, kleineren Design-Anpassungen unterzogen, während Handlung, Ablauf und Spielprinzip gegenüber dem Original unverändert blieben. Aufgrund der bestehenden Indizierung des Originals ist die „Deluxe-Remaster“-Version bislang nicht in Deutschland erschienen.

## Filme
Am 31. Juli 2015 erschien weltweit ein Spin-off von Dead Rising mit dem Titel Dead Rising: Watchtower, das einige Charaktere und Gegenstände aus dem Spiel aufgreift. Zu sehen sind unter anderem der aus dem Hauptspiel bekannte Journalist und Fotograf Frank West und das Medikament Zombrex. Eine Fortsetzung mit dem Titel Dead Rising: Endgame wurde 2016 veröffentlicht.